# Joseph Marie Denayer
Pour les articles homonymes, voir Denayer.
Joseph Marie Denayer, né le 23 mars 1744 à Joinville (Haute-Marne), mort le 2 février 1802 à Versailles (Seine-et-Oise), est un général de brigade de la Révolution française.

## États de service
Il entre en service le 1er novembre 1759, comme gendarme dans la gendarmerie de France, il sert en Allemagne de 1760 à 1762 , et il devient fourrier le 24 juin 1780. Le 24 juin suivant, il obtient un brevet de lieutenant de cavalerie, et le 1er avril 1781, il est nommé brigadier au corps de la gendarmerie. Maréchal des logis avec rang de capitaine de cavalerie le 6 juin 1783, il est fait chevalier de Saint-Louis le 1er octobre 1784. Le 4 mai 1787, il passe porte-étendard des gendarmes bourguignons avec rang de lieutenant-colonel de cavalerie, et il est réformé avec pension lors de la restructuration de corps le 1er avril 1788.
Le 12 juin 1788, il devient aide de camp du duc de Castries, et le 15 juin 1791, il est nommé capitaine de gendarmerie nationale dans la Haute-Marne. Le 20 octobre 1792, il est chef d’escadron à la 1re division de gendarmerie à Lunéville, et il est nommé chef de brigade le 1er novembre suivant. Le 17 décembre 1792, il rejoint l’armée du Rhin sous les ordres du général Diettmann.
Il est affecté comme chef de brigade au 21e régiment de dragons le 29 octobre 1795. Il est promu général de brigade le 20 septembre 1796 et il est mis en congé de réforme. Il est maire de Joinville de 1794 à 1795. Le 7 mai 1798, il prend le commandement du département de Seine-et-Oise, et le 16 septembre 1799, il est nommé commandant de l’École de cavalerie de Versailles.
Il meurt le 2 février 1802 à Versailles.

## Sources
- (en) « Generals Who Served in the French Army during the Period 1789 - 1814: Eberle to Exelmans »
- Thierry Pouliquen, « Les généraux français et étrangers ayant servis [sic] dans la Grande Armée » (consulté le 19 août 2013)
- Georges Six, Dictionnaire biographique des généraux & amiraux français de la Révolution et de l'Empire (1792-1814), Paris : Librairie G. Saffroy, 1934, 2 vol. (lire en ligne), p. 328